# Barockens konst

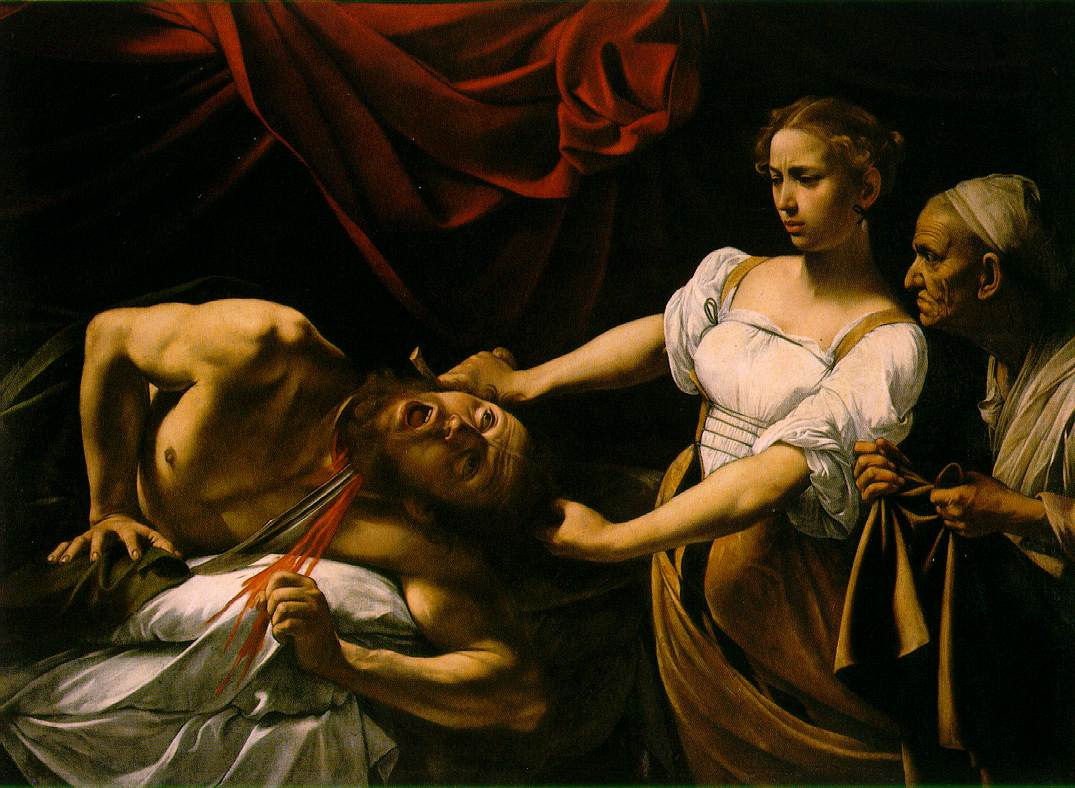
Caravaggios Judit och Holofernes (cirka 1598).

Inom bildkonsten och arkitekturen uppträdde barocken som stilriktning under 1600-talet och en bit in i det följande århundradet. 

## Den romerska målarskolan
Från Rom utgick under det begynnande 1600-talet med Annibale Carracci och Caravaggio de avgörande impulserna för måleriets utveckling i det övriga Europa. Caravaggio stammade från Lombardiet och fick sin utbildning i Neapel. Omkring 1590 kom han till Rom, där han skulle komma att tillbringa en stor del av sitt liv och skapa sina viktigaste arbeten. Caravaggio var en innovatör genom sin revolutionära hantering av bildinnehållet. Han införde det profana i framställningen av helgonliv, använde en krass realism och drog sig inte heller för att återge det som ansågs vara motbjudande. Hans hjältar är inga förskönade gestalter, utan är ofta gamla och har ibland även smutsiga fötter. I hans målningar härskar ofta ett djupt dunkel, ur vilket figurer och föremål framhävs i ett starkt ljus. Caravaggio var således en föregångare beträffande chiaroscuro.

## Konstnärer (urval)

### Italien
- Caravaggio
- Guercino
- Annibale Carracci
- Orazio Gentileschi
- Artemisia Gentileschi
- Agostino Carracci
- Ludovico Carracci

### Spanien
- Diego Velázquez
- Bartolomé Esteban Murillo
- Jusepe de Ribera
- Francisco de Zurbarán
- Alonso Cano

### Nederländerna
- Rembrandt
- Frans Hals
- Ruisdael
- Johannes Vermeer
- Jan Steen

### Flandern
- Peter Paul Rubens
- Anthonis van Dyck
- Jacob Jordaens
- Jan Brueghel den äldre

### Frankrike
- Jean de Beaugrand
- Georges de La Tour
- Nicolas Poussin
- Claude Lorrain
- Hyacinthe Rigaud

### Tyskland
- Adam Elsheimer
- Johann Liss

### Portugal
- Josefa de Óbidos